# Toto Giurato
Toto Giurato nacido como Salvatore Enmanuele Giorgio Giurato Occhipinti, el 3 de junio de 1903 en Ragusa (Sicilia), Italia. Fue un militar, político, periodista, publicista y escritor italiano radicado en Perú, donde promovería la cultura italiana (de la época de Benito Mussolini), a la vez que se convertiría en un peruanista.

## Biografía
Toto Giurato nació el 3 de junio de 1903 en Ragusa, fue el segundo hijo de Roco Giurato y de María Occhipinti. A sus jóvenes 16 años ya era colaborador del semanario político "Il Tricolore" (1919), el primer semanario anticomunista de Ragusa. Se escapó de casa para seguir a su ídolo, el poeta-soldado Gabriele D'Annunzio, en la conocida compañía Fiumana,donde formaría parte del batallón Randaccio. Al regresar a casa en Ragusa, retomó su profesión de periodista, colaborando a partir de 1920, con el periódico fiumano de gran difusión "Vedetta d'Italia" y con la "Legione Fiumana". El 11 de junio del mismo año funda el primer Fasci di combattimento de Sicilia, siendo Toto Giurato su primer secretario. En octubre de aquel año, es enviado como representante del fascismo siciliano al Consejo Nacional del PNF. En 1922 dejaría el mando del fascio siciliano a la llegada Filippo Pennavaria. Es en ese mismo año que Toto Giurato decide emigrar a los Estados Unidos de América, donde dentro de la comunidad italiana local, todavía promovería la ideología fascista, entre Boston y Nueva York. Toto Giurato sería director de la Oficina de Prensa de la "Fascist League of North America" (FLNA), una organización italo-estadounidense fundada entre 1923 y 1924 por el ex deportista olímpico de esgrima Paolo Thaon di Revel. Sería bajo esta agrupación que junto con Francesco Macaluso, lanzaron en 1923 Giovinezza, la primera publicación explícitamente fascista que apareció en Estados Unidos, y que sería el órgano de la FLNA.  

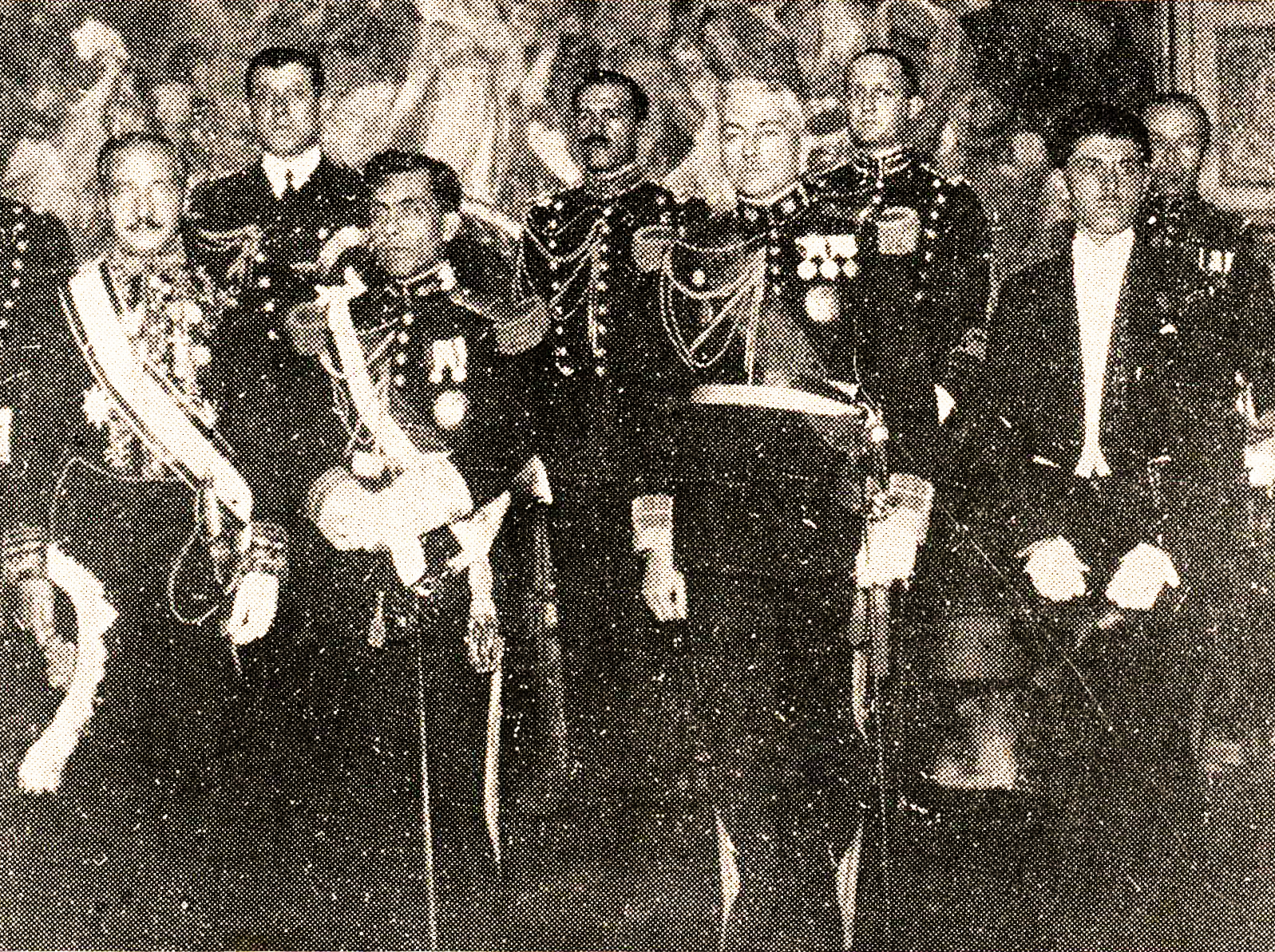
El Presidente de la Junta Militar de Gobierno, Luis M. Sánchez Cerro, recibe al nuevo Ministro de Italia, Consalvo Summonte y al cónsul Toto Giurato.

Después de su estadía por Estados Unidos, Toto Giurato emigraría a Sudamérica, primero a Argentina, donde fundaría algunas agrupaciones y publicaciones de índole fascista. Giurato junto con una misión oficial llegaría al Perú en agosto de 1929. En Lima ocuparía altos cargos, primero en la Legación italiana (era amigo personal del Ministro Vittorio Bianchi) y luego en la Embajada de Italia, siendo pronto apreciado por el papel muy importante que habría tenido en la difusión de la cultura italiana en el Perú y viceversa. Es en esa misma ciudad es donde en abril de 1931, se casaría con la señorita María Delia Nicolini, con quien tendría dos hijas, Mariela y Sara Elena. En Lima, Giurato seguiría con su campaña fascista, creando la liga del Fascio di Lima. Y en el ámbito propagandístico fundaría Italia Nuova (de 1930 a 1941), que se publicaba semanalmente en italiano y castellano. Al principio se subtituló "Settimanale fascista", luego "Settimanale dell'Impero", y finalmente "Settimanale degli italiani del Peru". De igual manera también sería fundador y director de la revista mensual Romana Gens (de 1934 a 1942).
Giurato siempre estuvo cercano a la comunidad italiana radicada en el Perú, siguiéndola de cerca en todas sus expresiones sociales, incluido el deporte, donde asumiría el cargo de Presidente del Circolo Sportivo Italiano (club deportivo que aún se mantiene activo). Protagonista y miembro activo de la sociedad peruana, Toto Giurato fue un hábil escritor, autor de varios ensayos y artículos de carácter histórico, habilidad que lo llevaría a escribir tres volúmenes de la historia peruana titulado "Perú Milenario", publicados en 1947. Destacado exponente de la cultura y la política, tanto en el Perú como en Brasil (donde viajó a principios de los años 1950). En Perú fue condecorado con el prestigioso honor de Comendador de la Orden del Sol del Perú, el mismo rango que le había sido concedido en 1939, dentro de la Orden de la Corona de Italia. Toto Giurato murió en Lima, en su casa de Jesús María, el 26 de agosto de 1975. 

## Publicaciones
Históricos
- Perú Milenario. T. I: Incaico, pre-incaico; T. II: Conquista, virreinato; T. III: Emancipación, república. Lima: Editorial "Ecos", 1947.

Traducciones
- Inca Garcilazo de la Vega, Dai commentari reali degli Incas. Lima: Editoriale Ecos, 1967.
- Ricardo Palma, Cento tradizioni peruviane. Lima: Editoriale Ecos, 1970.